# Seleção Venezuelana de Futsal Feminino
A Seleção Venezuelana de Futsal Feminino é a seleção oficial de futebol de salão feminino da Venezuela, e que tem como unidade organizadora a Federación Venezolana de Fútbol, criada em 19 de janeiro de 1926.

## Melhores Classificações
- Torneio Mundial de Futsal Feminino - 6º lugar em 2010
- Campeonato Sul-Americano de Futsal Feminino - 3º lugar em 2007 e 2009